# Полиаминокарбоновые кислоты
Полиаминокарбоновые кислоты (комплексоны) — молекулы, в которых с атомом азота связано несколько алкилкарбоксильных групп —СН2СООН, способных одновременно связывать центральный атом комплекса несколькими координационными связями. Комплексоны образуют прочные, растворимые в воде соединения с большинством катионов.

## Примеры
Наиболее простым представителем комплексонов является аминокислота глицин, H2NCH2COOH. В молекуле глицина аминогруппа NH2 отделена от карбоксильной группы COOH единственной метиленовой группой CH2. Когда карбоксильная группа депротонирована, ион глицина может являться бидентатным лигандом и образовывать хелатные комплексы с ионами металлов.
Другие примеры комплексонов:
- Тридентатные — иминодиуксусная кислота
- Тетрадентатные — нитрилуксусная, нитрилтриметиленфосфоновая кислоты
- Пентадентатные — N-этилэтилендиамин-N,N',N'-триуксусная кислота
- Гексадентатные — этилендиаминтетрауксусная, о-фенилендиаминтетрауксусная, о-фенилендиамин-N,N-бис(диметиленфосфоновая) кислоты
- Гептадентатные — 2-гидрокси-1,3-диаминопропилен-N,N,N',N'-тетрауксусная кислота
- Октадентатные — диэтилентриаминпентауксусная кислота

|        |                         |                            |
| Fura-2 | иминодиуксусная кислота | нитрилотриуксусная кислота |
|        |                         |                            |
| EDTA   | DTPA                    | EGTA                       |